# Game Fan
『Game Fan』（ゲームファン）は、毎日コミュニケーションズ（現・マイナビ）が1996年から1997年にかけて刊行していたムック。ゲーム雑誌では珍しく、他には『Nintendoスタジアム』『ゲーム批評』など少数しか無いA5判で刊行された。全5冊。
1996年4月の発刊時は普通の総合ゲーム雑誌であったが、1997年に刊行されたVol.3 - 5は『電撃G'sエンジン』（メディアワークス）や『Virtual IDOL』（徳間書店）と同様のギャルゲー専門誌となった。但し『アンジェリーク』などの乙女ゲームも取り上げている。